# Ontherus sanctaemartae
Ontherus sanctaemartae là một loài bọ cánh cứng trong họ Bọ hung (Scarabaeidae).